# Jorginho (ur. 1964)
Jorginho, właśc. Jorge José de Amorim Campos (ur. 17 sierpnia 1964 w Rio de Janeiro) – brazylijski piłkarz i trener piłkarski, podczas kariery grał na pozycji prawego obrońcy.
Z reprezentacją Brazylii, w której barwach rozegrał 64 mecze, zdobył w 1994 roku mistrzostwo świata. Był zawodnikiem m.in. Bayeru 04 Leverkusen i Bayernu Monachium, z którym w 1994 roku wygrał rozgrywki ligowe w Niemczech. W 2003 roku zakończył piłkarską karierę i od tego czasu próbuje swoich sił w roli szkoleniowca. Od lipca 2006 roku jest asystentem selekcjonera drużyny narodowej Dungi.

## Kariera piłkarska
W reprezentacji Brazylii od 1987 do 1996 roku rozegrał 64 mecze i strzelił 3 gole – mistrzostwo świata 1994 oraz 1/8 finału Mundialu 1990.

## Kariera szkoleniowa
Na początku 2006 roku został zatrudniony na stanowisku trenera klubu América-RJ. Od lipca tego roku jest asystentem selekcjonera reprezentacji Brazylii Dungi.